# 케냐의 대외 관계
케냐는 전 세계 여러 나라와 관계를 유지하고 있다. 케냐는 아프리카 대호수 지역의 스와힐리어를 사용하는 이웃 국가들과 가장 가까운 관계를 맺고 있다. 스와힐리어를 사용하는 이웃 국가들에는 주로 부룬디, 콩고 민주 공화국, 르완다, 남수단, 탄자니아, 우간다와 같은 동아프리카 공동체 국가들이 포함된다.
케냐와 다른 국가들과의 관계는 다양하다. 에티오피아 정부는 식민지 시대에 케냐의 당시 영국 행정부와 정치적 연결을 맺었으며, 오늘날 나이로비에 외교적으로 존재하는 여러 국가 기관 중 하나이다. 소말리아와의 관계는 역사적으로 긴장되었지만 반군에 대한 군사적 조정은 일부 있었다.
케냐 정부는 중국, 인도, 파키스탄, 러시아, 아랍에미리트, 브라질과 정치적 관계를 맺고 있다. 또한 서방 국가들, 특히 영국과의 관계를 유지하고 있지만, 정치적 및 경제적 불안정은 종종 서방 활동 (예: 식민주의, 가부장적 참여, 탈식민지 자원 착취)의 원인으로 지목되기도 한다.

## 각국별 대외 관계

### 아메리카

#### 멕시코
양국은 1977년 3월 15일에 외교 관계를 수립했다.

#### 미국
1963년 12월 12일, 케냐가 독립한 후, 미국은 즉시 새로운 국가를 인정하고 외교 관계를 수립하기 위해 노력했다. 나이로비 대사관은 1963년 12월 12일에 개설되었다.

### 아시아

#### 대한민국
양국은 1964년 2월 7일에 외교 관계를 수립했다.

#### 사우디아라비아
1969년 5월 12일, 사우디아라비아 주재 케냐 대사 야벳 키만지 일라코가 파이살 빈 압둘아지즈 알사우드 국왕에게 신임장을 제출하면서 양국은 외교 관계를 수립했다..

#### 인도
양국은 1963년 12월 14일에 외교 관계를 수립했다.

#### 파키스탄
1964년 1월 31일, 케냐 주재 파키스탄 고등사무소 K. K. 파니가 신임장을 발표하면서 양국은 외교 관계를 수립했다.
파키스탄과 케냐의 관계는 1960년대에 수립되었으며, 파키스탄은 케냐가 영국의 통치로부터 독립하는 것을 지지한다고 표명했다. 그 이후로 양국 관계는 따뜻해졌다. 2004년 나이로비에서 열린 파키스탄-케냐 공동 장관급 위원회 회의에서 양국 간 무역 및 경제 관계 증진에 대해 논의한 적이 있다.

### 아프리카

#### 가나
양국은 1963년 12월 16일에 외교 관계를 수립했다.

#### 남수단
남수단은 많은 분야에서 케냐의 전략적 파트너이다. 두 나라 모두 독립 전 남수단 출신의 많은 사람들이 케냐에 살았기 때문에 문화적 유사점이 있다.
케냐는 남수단의 독립에 기여한 것으로 알려져 있다. 2002년 케냐에서 체결된 마차코스 의정서에 따라 수단과 남수단 간에 휴전이 체결되었다. 이 협정은 남수단 자치 지역의 창설로 이어진 많은 협정 중 첫 번째 협정이었으며, 이후 2011년 남수단의 독립으로 이어졌다. 독립 운동 기간 동안 자유 운동의 지도자들은 케냐에 거주했다. 제2차 수단 내전이 절정에 달했을 때 케냐에는 약 10만 명의 남수단 사람들이 거주했다.

#### 에티오피아
양국은 1964년 6월 26일에 외교 관계를 수립하고 나이로비에 에티오피아 대사관을 개설했다.
케냐와 에티오피아의 관계는 1954년 하일레 셀라시에 휘하의 에티오피아 당국이 영국령 케냐 식민지에 명예 총영사관을 설립한 것으로 거슬러 올라간다. 1961년 케냐가 독립하기 전 에티오피아는 케냐에 첫 대사를 임명했고, 6년 후 케냐는 아디스아바바에 대사관을 개설했다.
두 나라 간의 국경은 에티오피아와 케냐가 1970년 6월 9일에 체결한 조약을 기반으로 하고 있으며, 이 조약은 현재의 국경을 결정하여 이전의 모든 국경 조약을 폐지한다. 이 국경은 경계 설정의 대상이 되었다.

#### 소말리아
케냐와 소말리아 간의 관계는 역사적으로 긴장된 상태였다. 소말리아에 거주하는 북동부주에서 자결권을 둘러싼 반란은 1960년대 시프타 전쟁으로 절정에 달했다. 분쟁은 휴전으로 끝났지만, 이 지역의 소말리아인들은 여전히 소말리아에 있는 친척을 확인하고 긴밀한 관계를 유지하고 있다.

#### 우간다
양국은 1978년 2월 8일에 외교 관계를 수립했다.
두 동아프리카 공동체 국가는 특히 무역, 인프라, 안보 (군사), 교육, 농업 및 에너지 분야에서 많은 분야에서 파트너이다.
1961년부터 1965년까지 두 나라는 탄자니아와 함께 느슨한 연방 구조를 가진 공동 시장인 동아프리카 공동 서비스 기구에서 통합되었다. 케냐와 우간다는 또한 원래 동아프리카 공동체(EAC)의 창립 회원국이었으나, 이후 이념적 차이와 영토 분쟁으로 인해 붕괴되었다.
2000년 7월 7일, 케냐, 우간다, 탄자니아는 EAC를 재설립했다. 이는 케냐와 우간다 간의 무역 및 전반적인 관계 개선에 큰 기여를 했다.
두 나라 모두 스와힐리어를 사용하는 상당한 인구가 거주하고 있으며, 중요한 문화적 유사점을 공유하고 있다.

#### 탄자니아
양국은 1983년 12월 13일에 완전한 외교 관계를 수립했다.
탄자니아는 특히 무역, 안보 (군사), 교육, 농업, 에너지 등 여러 분야에서 케냐의 파트너이다.
케냐의 첫 번째 고위 위원회는 탄자니아에서 열렸고 그 반대의 경우도 케냐가 독립한 후 문을 열었다. 그러나 1977년 EAC가 해체된 후 양국은 외교 관계를 단절했다. 1967년에 설립된 첫 번째 EAC의 해체는 탄자니아와 케냐의 이념적 차이로 인해 발생했다. 냉전 시대와 마찬가지로 아프리카 국가들은 사회주의가 될지 자본주의가 될지 결정을 내리고 있었다. 케냐의 지도자 조모 케냐타는 케냐가 사회주의가 되지 않도록 노력했고 케냐는 자본주의를 고수했다. 반면 탄자니아는 아프리카의 주요 사회주의 정책인 우자마를 지지했다.
탄자니아와 케냐는 1983년에 외교 관계를 재개했다. 그 무렵 탄자니아의 우자마에 대한 생각은 우간다와의 전쟁을 비롯한 여러 사회적 요인에 의해 둔화되고 있었다.
오늘날 양국은 건강한 관계를 누리고 있다. 두 나라 모두 세계에서 가장 많은 스와힐리어를 사용하는 인구가 거주하고 있으며, 스와힐리어는 양국의 공용어이자 국어이다. 케냐와 탄자니아는 많은 문화적 유사점을 공유하고 있다.

### 유럽

#### 영국
케냐는 1963년 12월 12일에 영국과 외교 관계를 수립했다.
영국은 완전한 독립을 달성한 1895년부터 1963년까지 케냐를 통치했다.
양국은 영연방과 세계무역기구의 공동 회원국이다. 양국은 경제동반자협정, 국방협력협정, 개발동반자협정, 투자협정을 맺고 있다.